# Старовєрово-Васильєвка
Старові́рово-Васи́льєвка (рос. Староверово-Васильевка) — присілок у складі Сєверного району Оренбурзької області, Росія.

## Населення
Населення — 78 осіб (2010; 108 у 2002).
Національний склад (станом на 2002 рік):
- росіяни — 88 %